# آخر (دهستان)
آخُرُ، قرية ناحية دهِستان (منطقة كبيرة صحراويَّة بين إيران وتركمانستان المُعاصرتين). وقيل هي آخر قرية في دهِستان. يُنسب إليها جماعة من العُلماء، مثل أبو الفضل العبَّاس بن أحمد بن الفضل الزَّاهد، إمام المسجد العتيق في دهِستان، وخزيمة بن علي الدهستاني، أحد الفُقهاء والأدباء المُعتزلة، وأبا الفتيان عمر بن عبد الكريم الرَّوَّاسي، وبُنْدار بن عبد الواحد الدهستاني، وإسماعيل بن أحمد بن محمد الآخُري، وغيرهم.

### فهرس المنشورات
1. ↑  الحموي (1977)، ج. 1، ص. 51-52.

### معلومات المنشورات كاملة
الكتب مرتبة حسب تاريخ النشر
- ياقوت الحموي (1977)، معجم البلدان (ط. 1)، بيروت: دار صادر، OCLC:1014032934، QID:Q114913343